# 1873 dans les chemins de fer
chronologie des chemins de fer
1872 dans les chemins de fer - 1873 - 1874 dans les chemins de fer

## Évènements
- 572 kilomètres de voies ferrées au Mexique.
- Création de l’Office des chemins de fer en Allemagne, autorisé à construire des lignes dans tous les États et à contrôler les constructions de lignes privées.

### Janvier
- 12 janvier.  France :   signature du décret de déclaration d'utilité publique de la ligne de Caen à la mer[1].

### Mai
- 15 mai.  France :   achèvement de la ligne Caen - Cerisy-Belle-Étoile avec l'ouverture de la section Caen - Berjou.

- 28 mai.  France :   achèvement de la Ligne d'Avignon à Miramas avec l'ouverture de la section Cheval-Blanc - Miramas.

### Juin
- 17 juin.  France :   inauguration du chemin de fer de Montréjeau à Bagnères-de-Luchon (compagnie du Midi).

### Novembre
- 5 novembre.  Suisse :   mise en service de la section Lausanne − Cheseaux-sur-Lausanne du chemin de fer de Lausanne à Échallens (compagnie du L-E).

### Décembre
- 29 décembre.  France :   mise en service des 29 km de la ligne de La Rochelle à Rochefort[2].